# Casal dos Bernardos
Casal dos Bernardos is een plaats (freguesia) in de Portugese gemeente Ourém en telt 1041 inwoners (2001).